# Asinaria
La Comédie des ânes ou l’Asinaire (en latin : Asinaria) est une pièce de l'auteur comique latin Plaute.

## Intrigue
Un fils tombe amoureux d'une courtisane dont la « mère » (litt. lena : maquerelle) exige une importante somme pour la lui céder. Le fils a toutes les peines du monde à trouver l'argent nécessaire et son père finit par l’apprendre.
Pour le prix de son indulgence, le père exige une nuit d'amour avec sa future belle-fille.

## Postérité
C'est dans cette œuvre que l'on trouve le dicton : « Lupus est homo homini », « L'homme est un loup pour l'homme. »